# Smittia arctica
Smittia arctica är en tvåvingeart som beskrevs av Malloch 1923. Smittia arctica ingår i släktet Smittia och familjen fjädermyggor.
Artens utbredningsområde är Alaska. Inga underarter finns listade i Catalogue of Life.